# Cathy Joens
Catherine Elizabeth Joens, detta Cathy (Irvine, 12 febbraio 1981), è un'ex cestista statunitense, professionista nella WNBA e in Europa.

## Carriera
È stata selezionata dalle New York Liberty al terzo giro del Draft WNBA 2004 (30ª scelta assoluta).

## Palmarès
- Migliore tiratrice da tre punti WNBA (2007)